# Myriam Rolin
Myriam Christiane Henriette Ghislaine Rolin, ook Myriam Delacroix-Rolin, (Ukkel, 30 september 1951) is een Belgisch voormalig politica voor de cdH.

## Levensloop
Myriam Rolin, behorende tot de uitgebreide familie Rolin, dochter van baron André Rolin (1927-2009) en Huguette Waucquez (1927-2012), trouwde in 1973 met de handelsingenieur Géry Delacroix (1947). Ze kregen vier dochters en een zoon. Na de oude humaniora aan de Berlaymontschool volgde ze een opleiding als vertaler-tolk aan het Instituut Marie Haps.
Myriam Delacroix-Rolin was gemeenteraadslid in de Vlaams-Brabantse faciliteitengemeente Sint-Genesius-Rode van 1983 tot eind 2012. Van 1989 tot 2012 was ze ook burgemeester van deze gemeente. Bij de gemeenteraadsverkiezingen van 2006 haalde ze als lijsttrekker van de Franstalige eenheidslijst IC-GB (Intérêts Communaux-Gemeentebelangen) 3.220 voorkeurstemmen. IC-GB haalde in de gemeenteraad van Sint-Genesius-Rode een comfortabele meerderheid van 17 op 25 zetels. Net zoals Linkebeek, Kraainem en Wezembeek-Oppem kwam de gemeente Sint-Genesius-Rode in het nieuws doordat bij de gemeenteraadsverkiezingen van 2006 in strijd met de omzendbrief-Peeters Franstalige oproepingsbrieven werden verstuurd en niet zoals vereist in het Nederlands. Als gevolg daarvan werd Rolin niet als burgemeester benoemd door toenmalig Vlaams minister van Binnenlandse Aangelegenheden Marino Keulen (Open Vld). Bij de federale verkiezingen 2007 hield ze zich echter wel aan de regels. Hierdoor werd ze alsnog benoemd als burgemeester, in tegenstelling tot de drie FDF-burgemeesters. Op 20 november 2007 legde ze de eed af.
In juli 2010 werd ze verkozen tot volksvertegenwoordiger voor de kieskring Brussel-Halle-Vilvoorde en vervulde dit mandaat tot 1 mei 2013. Haar gemeentebestuur kwam in augustus en september 2012 in het nieuws door de weigering een trefpunt van De Gordel op te zetten in Sint-Genesius-Rode. De burgemeester en de schepenen wilden dit verbieden, maar de enige Vlaamse schepen (An Sobrie) ging hier niet mee akkoord, waarna de gemeenteraad hierover moest beslissen en de Franstalige meerderheid de weigering goedkeurde. Vlaamse politici vonden dit "onbegrijpelijk" en "een pesterij". Ze nam niet meer deel aan de gemeenteraadsverkiezingen van 2012. In haar plaats kwam haar broer Pierre Rolin, die de nieuwe burgemeester is geworden.